# Regionaal Landschap IJzer en Polder
Regionaal Landschap IJzer en Polder was de naam van een samenwerking tussen een aantal gemeenten uit het westen van West-Vlaanderen. De gemeenten van het Regionaal Landschap IJzer en Polder waren: Alveringem, Diksmuide, Houthulst, Koekelare, Kortemark, Langemark-Poelkapelle, Lo-Reninge en Veurne.
De gemeente Koekelare is een buitenbeentje en behoort naast het Regionaal Landschap IJzer en Polder eigenlijk tot het Houtland.
In 2018 ging het samen met het Regionaal Landschap West-Vlaamse Heuvels op in het Regionaal Landschap Westhoek.